# Phare de Tinsdal
Le phare de Tinsdal (en allemand : Leuchtturm Tinsdal) est un phare actif situé dans l'arrondissement d'Altona à Hambourg (Land de Hambourg), en Allemagne. Ce feu avant, forme avec le phare de Wittenbergen, un feu directionnel sur l'Elbe.
Il est géré par la WSV de Hambourg.

## Histoire
Le phare de Tinsdal, mis en service en janvier 1900, se trouve à environ 800 mètres du feu arrière.
En 1927, sa lampe à pétrole fonctionnant sur une lentille de Fresnel de 4e ordre de 250 mm a été remplacée par une lampe au gaz de pétrole liquéfié (GPL) pour alimenter une lentille de Fresnel de 150 mm. Le phare a été électrifié en 1966 et automatisé en 1979.
Le phare de Tinsdal est un bâtiment classé depuis le 31 mars 2004 et est l'une des plus anciennes tours d'éclairage en acier.

## Description
Le phare est une tour hexagonale à claire-voie en acier de 42 m de haut, avec une galerie et une grande lanterne circulaire. Le local technique se trouve sous la galerie. La tour est peinte en blanc avec cinq bandes rouges et la lanterne est blanche avec un toit noir. Son feu isophase émet, à une hauteur focale de 56 m, un long éclat blanc de 4 secondes par période de 8 secondes. Sa portée est de 16 milles nautiques (environ 30 km).
Identifiant : ARLHS : FED-237 - Amirauté : B1568.1 .

## Caractéristiques dufeu maritime
Fréquence : 8 secondes (W)
- Lumière : 4 secondes
- Obscurité : 4 secondes

|          |
| Le phare |

|             |
| La lanterne |

### Lien connexe
- Liste des phares en Allemagne